# 取手站無差別攻擊事件
取手站無差別攻擊事件是發生於2010年12月17日，在日本茨城縣取手市的取手站的隨機攻擊事件，一名男子登上車站口的兩輛巴士，持刀襲擊車上的乘客，造成13人受傷。

## 事發經過
當天早上約7時40分，取手市一名27歲居無定所的事業人士斋藤勇太，手持一把25厘米的菜刀登上中央町的JR東日本與關東鐵道取手站西口一輛關東鐵道公司的巴士，該巴士上大多是中學生。斋藤勇太持刀無差別攻擊車上的乘客，車上的學生慌忙逃跑，斋藤就追出車外繼續行凶。在追趕過程中，斋藤還對一些路上行人行凶。之後斋藤又登上另一輛同樣屬於關東鐵道公司的巴士，車上的乘客與他發生衝突，巴士移動了兩個站後，斋藤最後被兩名男乘客合力制服。
茨城縣取手警察署的警方以殺人未遂的罪名當場逮捕了斋藤。。 
事件總共造成13人受傷，所幸無人死亡。其中高校生（高中生）7人，中學生（初中生）4人，其他2人。大多人是輕傷，但一名49歲的女性重傷。。
事件發生當時，附近的路人紛紛在微博客網站Twitter上對事件進行了「現場直播」。。